# マネー・ショート 華麗なる大逆転
『マネー・ショート 華麗なる大逆転』（マネー・ショート かれいなるだいぎゃくてん、The Big Short）は、2015年のアメリカ合衆国のドラマ映画。
監督はアダム・マッケイ、出演はクリスチャン・ベール、スティーヴ・カレル、ライアン・ゴズリング、ブラッド・ピットなど。マイケル・ルイスのノンフィクション『世紀の空売り 世界経済の破綻に賭けた男たち』（2010年刊行）を原作としている。
原題『The Big Short』の「ショート」は空売りのこと。

## ストーリー
2004年から2006年にかけて、アメリカ合衆国では住宅価格が上昇し、住宅ローンの債権が高利回りの金融商品として脚光を浴びていた。多くの投資家たちがそうした金融商品を買いあさる中で、いち早くバブル崩壊の兆しを読み取った投資家もいた。本作はそんな彼らがどのようにしてサブプライム住宅ローン危機の中で巨額の利益を上げたのかを描き出す。

## キャスト
※括弧内は日本語吹替
- マイケル・バーリ（英語版） - クリスチャン・ベール[6]（宮内敦士）

元神経科医の金融トレーダー。ヘヴィメタル好きで、常にTシャツ・短パン・裸足の変わり者。
- マーク・バウム - スティーヴ・カレル[6]（飛田展男）

フロントポイント・パートナーズのリーダー。モデルはスティーヴ・アイズマン。
- ジャレド・ベネット - ライアン・ゴズリング[6]（福田賢二）

ドイツ銀行の行員。モデルはグレッグ・リップマン。
- ベン・リカート - ブラッド・ピット[6]（堀内賢雄）

引退したトレーダー。ジェイミーとチャーリーに協力する。モデルはベン・ホケット。
- チャーリー・ゲラー - ジョン・マガロ[7]（疋田高志）

若手個人投資家。モデルはチャーリー・レドリー。
- ジェイミー・シプリー - フィン・ウィットロック[7]（中村章吾）

若手個人投資家。ベンの隣人。モデルはジェイミー・マイ。
- ダニー・モーゼス - レイフ・スポール（岩城泰司）

バウムのチームの一員。
- ヴィニー・ダニエル（ヴィンセント・ダニエル） - ジェレミー・ストロング（根本泰彦）

バウムのチームの一員。
- ポーター・コリンズ - ハミッシュ・リンクレイター（英語版）（宮本克哉）

バウムのチームの一員。
- テッド・ジャン - スタンリー・ワン[8]

モデルはユージーン・スー。
- シンシア・バウム - マリサ・トメイ[7]（槇原千夏）

マーク・バウムの妻。モデルはヴァレリー・フェイゲン。
- Mr.チャウ - バイロン・マン[7]

モデルはウィン・チャウ。
- ジョージア・ヘイル - メリッサ・レオ（有川知江）
- キャシー・タオ - アデペロ・オデュイエ（英語版）
- クリス - ジェフリー・グリフィン
- ローレンス・フィールズ - トレイシー・レッツ
- イーヴィ - カレン・ギラン
- 住宅ローン・ブローカー - マックス・グリーンフィールド
- 住宅ローン・ブローカー - ビリー・マグヌッセン
- 本人役 - マーゴット・ロビー[9]（兼田奈緒子）
- 本人役 - セレーナ・ゴメス[9]（兼田奈緒子）
- 本人役 - リチャード・セイラー[9][10]
- 本人役 - アンソニー・ボーディン[9]

## 製作

### 構想
2013年、パラマウント映画はマイケル・ルイスのノンフィクション本『世紀の空売り 世界経済の破綻に賭けた男たち』の映画化権を取得し、ブラッド・ピットが代表を務めるプランBエンターテインメントが製作を担当することになった。2014年3月24日、アダム・マッケイが本作のメガホンをとり、脚色も担当することになったと報じられた。なお、脚本の初稿はチャールズ・ランドルフが執筆した。

### キャスティング
2015年1月13日、ブラッド・ピット、クリスチャン・ベール、ライアン・ゴズリングの3人が本作に出演すると報じられた。また、デデ・ガードナーが本作のプロデューサーを務めることも決まった。14日、スティーヴ・カレルが本作に出演すると報じられた。4月21日、残りの主要キャストが公表された。23日、マックス・グリーンフィールドの出演も決まった。5月8日、カレン・ギランが自身のTwitterで本作に出演することを明かした。

### 撮影
2015年3月18日、本作の主要撮影がルイジアナ州ニューオーリンズで始まった。5月20日、マンハッタンに移って撮影が続行された。22日にはニューヨーク州金融サービス局のオフィスでリーマン・ブラザーズのオフィスを再現した撮影が行われた。このとき、金融サービス局の助役がエキストラの一人として撮影に参加した。

## 公開
2015年9月22日、パラマウント映画は本作を賞レースに参戦させるべく、アメリカでの限定公開日を同年12月11日、拡大公開日を12月23日に設定した。日本では、UIP日本支社解散後、独自配給を行っていたパラマウント・ピクチャーズ・ジャパンが2016年1月31日で業務を終了したため、同年2月1日からは、パラマウントと劇場配給契約を締結した東宝東和の新子会社「東和ピクチャーズ」に変更され、同年3月4日に公開された。

## 評価

### 映画批評家によるレビュー
Rotten Tomatoesによれば、批評家の一致した見解は「『マネー・ショート 華麗なる大逆転』はシリアスで複雑なテーマに細部にまでこだわりを持ってアプローチし、さらに実在の悪役たちをうまく演じ、痛烈な笑いで告発している。」であり、328件の評論のうち高評価は88%にあたる290件で、平均点は10点満点中7.80点となっている。Metacriticによれば、45件の評論のうち、高評価は37件、賛否混在は6件、低評価は2件で、平均点は100点満点中81点となっている。

### 受賞歴
| 年   | 映画賞                                | 賞                                        | 対象                                                               | 結果       |
| ---- | ------------------------------------- | ----------------------------------------- | ------------------------------------------------------------------ | ---------- |
| 2015 | 第41回ロサンゼルス映画批評家協会賞    | 編集賞                                    | ハンク・コーウィン                                                 | 受賞       |
| 2015 | 第19回トロント映画批評家協会賞        | 脚本賞                                    | アダム・マッケイ チャールズ・ランドルフ （原作：マイケル・ルイス） | 受賞       |
| 2015 | AFIアワード 2015                      | 映画部門                                  |                                                                    | 受賞       |
| 2016 | 第50回全米映画批評家協会賞            | 脚本賞                                    | アダム・マッケイ チャールズ・ランドルフ                            | 3位        |
| 2016 | 第73回ゴールデングローブ賞            | 作品賞（ミュージカル / コメディ部門）     |                                                                    | ノミネート |
| 2016 | 第73回ゴールデングローブ賞            | 主演男優賞（ミュージカル / コメディ部門） | クリスチャン・ベール                                               | ノミネート |
| 2016 | 第73回ゴールデングローブ賞            | 主演男優賞（ミュージカル / コメディ部門） | スティーヴ・カレル                                                 | ノミネート |
| 2016 | 第73回ゴールデングローブ賞            | 脚本賞                                    | チャールズ・ランドルフ アダム・マッケイ                            | ノミネート |
| 2016 | 第27回アメリカ製作者組合賞            | 映画部門                                  |                                                                    | 受賞       |
| 2016 | 第22回全米映画俳優組合賞              | 助演男優賞                                | クリスチャン・ベール                                               | ノミネート |
| 2016 | 第22回全米映画俳優組合賞              | キャスト賞                                |                                                                    | ノミネート |
| 2016 | 第69回英国アカデミー賞                | 脚色賞                                    |                                                                    | 受賞       |
| 2016 | アメリカ脚本家組合賞 2016             | 脚色賞                                    | チャールズ・ランドルフ アダム・マッケイ                            | 受賞       |
| 2016 | 第28回USCスクリプター賞               | 映画部門                                  | チャールズ・ランドルフ アダム・マッケイ                            | 受賞       |
| 2016 | 第20回サテライト賞                    | 助演男優賞                                | クリスチャン・ベール                                               | 受賞       |
| 2016 | 第20回サテライト賞                    | 作品賞                                    |                                                                    | ノミネート |
| 2016 | 第88回アカデミー賞                    | 脚色賞                                    | チャールズ・ランドルフ アダム・マッケイ                            | 受賞       |
| 2016 | 第88回アカデミー賞                    | 作品賞                                    |                                                                    | ノミネート |
| 2016 | 第88回アカデミー賞                    | 監督賞                                    | アダム・マッケイ                                                   | ノミネート |
| 2016 | 第88回アカデミー賞                    | 助演男優賞                                | クリスチャン・ベール                                               | ノミネート |
| 2016 | 第88回アカデミー賞                    | 編集賞                                    |                                                                    | ノミネート |
| 2016 | エンパイア賞 2016                     | 脚本賞                                    |                                                                    | 受賞       |
| 2016 | 第66回アメリカ映画編集者協会 エディ賞 | ミュージカル/コメディ部門                 |                                                                    | 受賞       |